# Hà Cảnh (người dẫn chương trình)
Hà Cảnh (chữ Hán: 何炅, bính âm: Hé Jiǒng) sinh ngày 28 tháng 4 năm 1974 là một MC, diễn viên, ca sĩ, đạo diễn, nhà văn và từng là nhà tham vấn học đường  người Trung Quốc. Anh tốt nghiệp ngành ngôn ngữ Ả Rập của Đại học Ngoại ngữ Bắc Kinh. 

## Những năm đầu đời
Hà Cảnh sinh ra vào ngày 28 tháng 4 năm 1974 tại thành phố Trường Sa, thuộc tỉnh Hồ Nam của Trung Quốc. Cha của anh là Hà Úy (chữ Hán: 何畏, bính âm: Hé Wèi), từng là một giáo sư ngành triết học của Học viện Khoa học xã hội và Nhân văn tỉnh Hồ Nam. Anh có một người anh trai là Hà Hạo (chữ Hán: 何昊, bính âm: Hé Hào), là một quân nhân đã nhập ngũ vào năm 1990. 
Vào tháng 9 năm 1980, anh theo học tại trường tiểu học Đường Lí của thành phố Trường Sa và tốt nghiệp vào tháng 7 năm 1986.  Tháng 9 năm 1986, anh theo học tại trường trung học trực thuộc Đại học Sư phạm tỉnh Hồ Nam và tốt nghiệp vào tháng 7 năm 1992. 
Tháng 9 năm 1992, Hà Cảnh nhập học ngành ngôn ngữ Ả Rập của Đại học Ngoại Ngữ Bắc Kinh. 
Sau khi tốt nghiệp vào tháng 7 năm 1997, Hà Cảnh trở thành nhà tham vấn học đường tại trường và mở một khóa trình về tình thế quốc gia tại ngành ngôn ngữ Ả Rập.  Sau này, anh đã từ chức vào năm 2015. 

## Sự nghiệp nghệ thuật

### 1994 - 2002: Bắt đầu với vai tròngười dẫn chương trình
Vào năm 1994, khi đang là sinh viên Đại học Ngoại ngữ Bắc Kinh, Hà Cảnh đã gây ấn tượng trong dạ tiệc tốt nghiệp đại học được đài Truyền hình Trung ương Trung Quốc phát sóng trực tiếp nhờ biểu diễn vở kịch ngắn tự sáng tác mang tên "Thẩm thấu". 
Tháng 3 năm 1995, anh trở thành người dẫn chương trình chuyên mục "Ngôi nhà thông minh" của chương trình giáo dục trẻ em "Cối xay gió" thuộc đài Truyền hình Trung ương Trung Quốc cùng với Lưu Thuần Yên cho đến tháng 1 năm 1998. 
Tháng 9 năm 1997, anh dẫn chương trình âm nhạc "Cực kì thịnh hành".  Cùng lúc đó, chương trình "Cối xay gió" được cải biên, tên nhân vật của anh từ "Anh ngón cái" đổi thành "Anh sâu róm".
Tháng 3 năm 1998, Hà Cảnh rời đài Truyền hình Trung ương Trung Quốc và gia nhập đài Phát thanh và Truyền hình Hồ Nam.  Tại đây, anh trở thành MC chương trình tạp kỹ "Happy Camp". 
Tháng 2 năm 1999, Hà Cảnh là người chủ trì đêm hội mùa Xuân của đài Phát thanh và Truyền hình Hồ Nam. 
Tháng 3 năm 1999, anh là người chủ trì chương trình "Bữa tối âm nhạc" FM 97.4 MHz của đài Phát thanh và Truyền hình Bắc Kinh. 
Tháng 5 năm 1999, anh là người dẫn chương trình đặc biệt của đài Phát thanh và Truyền hình Hồ Nam mang tên "Chúng ta sẽ không quên". 
Tháng 7 năm 1999, anh là người chủ trì đêm hội văn nghệ cứu trợ thiên tai "Tình Hệ Tam Tương". 
Tháng 9 năm 1999, anh là người dẫn chương trình giải trí "Chiến tuyến mới vui vẻ" của đài Phát thanh và Truyền hình Hồ Nam.  Cùng tháng, anh tham gia biểu diễn "Liên hoan nghệ thuật dân ca quốc tế" tại Nam Ninh, Quảng Châu. 
Tháng 2 năm 2000, Hà Cảnh là người chủ trì đêm hội mùa Xuân của đài Phát thanh và Truyền hình Hồ Nam.  Đồng thời, anh trở thành người dẫn chương trình "America's Funniest Home Videos" của Disney. 
Tháng 3 năm 2000, anh là người dẫn chương trình "Tụ họp 876" FM 87.6 MHz của đài Phát thanh và Truyền hình Bắc Kinh. 
Tháng 5 năm 2000, anh là người chủ trì chương trình âm nhạc mang tên "Bảng xếp hạng âm nhạc Trung Quốc". 
Tháng 6 năm 2000, anh là người chủ trì đêm hội trao giải "Điện ảnh sinh viên Bắc Kinh". 
Tháng 9 năm 2000, anh là người chủ trì chương trình talkshow tình cảm "Minh chứng của tình yêu" và cũng là người dẫn chương trình của Liên hoan phim nghệ thuật truyền hình Kim Ưng Trung Quốc lần thứ nhất. 
Tháng 2 năm 2001, Hà Cảnh là người chủ trì đêm hội mùa Xuân của đài Phát thanh và Truyền hình Hồ Nam. 
Tháng 3 năm 2001, anh là người dẫn chương trình "Nokia đi đầu trong thông tin" và chương trình âm nhạc mang tên "Bữa tối âm nhạc" FM 87.6 MHz của đài Phát thanh và Truyền hình Bắc Kinh.  Ngoài ra, anh còn là người chủ trì lễ trao giải âm nhạc Phong Vân Bảng lần thứ nhất. 
Tháng 8 năm 2001, anh là người dẫn chương trình giải trí "Tiếp xúc thân mật". 
Tháng 11 năm 2001, anh là người chủ trì Liên hoan phim nghệ thuật truyền hình Kim Ưng Trung Quốc lần thứ hai. 
Tháng 1 năm 2002, Hà Cảnh đảm nhiệm vai trò MC khách mời của chương trình mừng xuân đặc biệt "Trung tâm giải trí của châu Á" thuộc đài Truyền hình Đông Phong. 
Tháng 2 năm 2002, Hà Cảnh là người chủ trì đêm hội mùa Xuân của đài Phát thanh và Truyền hình Hồ Nam. 
Tháng 3 năm 2002, anh là người chủ trì lễ trao giải âm nhạc Phong Vân Bảng lần thứ hai. 
Tháng 9 năm 2002, anh là người chủ trì "Đêm hội văn nghệ du lịch quốc tế Hồ Nam Trung Quốc" có quy mô lớn. 
Tháng 11 năm 2002, anh là người dẫn chương trình âm thực "Thiên hạ thực thần" của đài Truyền hình Đông Phong và là người dẫn chương trình giải trí đời mới "Thế lực giải trí mới" của đài Truyền hình Phượng Hoàng. 
Tháng 12 năm 2002, anh là người chủ trì cuộc thi Tân Tú truyền hình và nghệ thuật Trung Quốc - Kim Ưng lần thứ ba. 

### 2003 -: Ra mắt album đầu tay "Có thể yêu"
Tháng 2 năm 2003, Hà Cảnh là người chủ trì đêm hội mùa Xuân của đài Phát thanh và Truyền hình Hồ Nam.  Sau đó, vào tháng 3, anh là người dẫn chương trình của lễ trao giải âm nhạc Phong Vân Bảng lần thứ ba và là người dẫn chương trình tin tức quốc gia mang tên "Điều lạ hôm nay". 
Tháng 5 năm 2003, anh đã dẫn chương trình đặc biệt chống lại SARS của đài Phát thanh và Truyền hình Hồ Nam. 
Tháng 9 năm 2003, anh là người chủ trì cuộc thi Tân Tú truyền hình và nghệ thuật Trung Quốc - Kim Ưng lần thứ tư. 
Tháng 10 năm 2003, anh là người dẫn chuơng trình giải trí mang tên "Thiên đường trời sao" 103.9 MHz của đài Phát thanh và Truyền hình Bắc Kinh. 
Tháng 11 năm 2003, anh là MC của lễ khai mạc "Lễ hội Văn hóa Hòa bình" lần đầu tiên tại Chỉ Giang, Trung Quốc. 
Tháng 12 năm 2003, anh là người dẫn chuơng trình "Baby's Kitchen" do đài Truyền hình Trung uơng Trung Quốc hợp tác cùng Disney.  Đồng thời, anh cũng góp mặt vào một bộ kịch hài "想吃麻花现给你拧" (tạm dịch: Muốn ăn bánh ma hoa thì bây giờ sẽ xoắn cho em) tại Nhà hát thử nghiệm của Học viện Hý kịch Trung ương. 
Tháng 1 năm 2004, Hà Cảnh là người chủ trì đêm hội mùa Xuân của đài Phát thanh và Truyền hình Hồ Nam.  Cùng lúc đó, bộ phim "想吃麻花现给你拧" với sự tham gia của anh, Tạ Na, Vu Na và những diễn viên khác đã được phát sóng. 
Tháng 2 năm 2004, anh là người dẫn chương trình đêm chung kết của "Cuộc thi người dẫn chương trình giải trí toàn quốc". 
Tháng 3 năm 2004, anh là người dẫn chương trình đêm hội ngày quốc tế phụ nữ của đài Truyền hình Trung ương Trung Quốc. 
Tháng 4 năm 2004, anh là người chủ trì lễ trao giải âm nhạc Phong Vân Bảng lần thứ tư và là người dẫn chương trình tìm kiếm tài năng "Học viên ngôi sao" của đài Truyền hình Kinh tế Hồ Nam. 
Tháng 5 năm 2004, anh là người chủ trì talkshow "Câu chuyện phía sau" của đài Phát thanh và Truyền hình Hồ Nam. 
Tháng 7 năm 2004, Hà Cảnh phát hành đĩa đơn đầu tiên của mình mang tên "Dành dành nở hoa" và album đầu tay mang tên "Có thể yêu". 
Tháng 9 năm 2004, anh là người chủ trì cuộc thi Tân Tú truyền hình và nghệ thuật Trung Quốc - Kim Ưng và lễ bế mạc Liên hoan phim nghệ thuật truyền hình Kim Ưng Trung Quốc. 
Tháng 1 năm 2005, Hà Cảnh là người chủ trì đêm hội mùa Xuân của đài Phát thanh và Truyền hình Hồ Nam. 
Tháng 4 năm 2005, anh là người chủ trì lễ trao giải âm nhạc Phong Vân Bảng lần thứ năm. 
Tháng 12 năm 2005, anh là MC của buổi ra mắt bộ phim "Đồng hành vạn dặm" của đạo diễn Trương Nghệ Mưu.  Cùng tháng, bộ phim "Chính Đức diễn nghĩa" do anh đóng chính được phát hành. 

## Các chương trình từng tham gia
- Tháng 3/1995, chủ trì chuyên mục "Ngôi nhà thông minh" của chương trình "Cối xoay gió", tên nhân vật là "Anh ngón cái", đến năm 1997, "Cối xoay gió" cải biên lại, tên nhân vật đổi thành "Anh sâu róm".
- Tháng 9/1997, chủ trì chương trình âm nhạc "Cực kì thịnh hành".
- Năm 1998, rời đài Trung ương, gia nhập đài Hồ Nam, tháng 3 cùng năm bắt đầu chủ trì chương trình "Happy Camp".
- Tháng 2/1999, chủ trì đêm hội mừng xuân đài Hồ.
- Tháng 3/1999, chủ trì "Bữa tối âm nhạc" của đài phát thanh nhân dân Bắc Kinh FM 97.4 MHz.
- Tháng 5/1999, chủ trì chương trình đặc biệt "Chúng tôi sẽ không quên" của đài Hồ.
- Tháng 7/1999, chủ trì đêm hội văn nghệ cứu trợ thiên tai "Tình Hệ Tam Tương".
- Tháng 9/1999, chủ trì chương trình giải trí "Chiến tuyến mới vui vẻ" của đài Hồ Nam, cùng tháng đó, tham gia "Lễ hội dân ca quốc tế" ở Nam Ninh, Quảng Châu.
- Tháng 2/2000, chủ trì chương trình "America's Funniest Home Videos" của hãng Disney và đêm hội mừng xuân đài Hồ Nam.
- Tháng 3/2000, chủ trì chương trình "Tụ họp 876" của đài phát thanh nhân dân Bắc Kinh FM 87.6 MHz.
- Tháng 5/2000, chủ trì chương trình âm nhạc "Bảng xếp hạng âm nhạc".
- Tháng 6/2000, chủ trì đêm hội trao giải "Điện ảnh sinh viên Bắc Kinh".
- Tháng 9/2000, chủ trì talk show tình cảm "Minh chứng của tình yêu", trong tháng đó đồng thời chủ trì LH Truyền hình Trung Quốc – Kim Ưng lần thứ nhất và Lễ trao giải Truyền hình Trung Quốc – Kim Ưng.
- Tháng 2/2001, chủ trì đêm hội mừng xuân của đài Hồ Nam.
- Tháng 3/2001, chủ trì chương trình giải trí "Nokia đi đầu trong thông tin" với chương trình âm nhạc "Bữa tối âm nhạc" của đài phát thanh Bắc Kinh FM 87.6 và lễ trao giải âm nhạc Phong Vân Bảng lần thứ nhất.
- Tháng 4/2001, chủ trì chương trình giải trí chiếu mạng "Tiếp xúc thân mật".
- Tháng 6/2001, chủ trì chương tình âm nhạc truyền hình "Đi đầu trong âm nhạc".
- Tháng 11/2001, chủ trì LH Truyền hình Trung Quốc – Kim Ưng lần thứ 2 và Lễ trao giải Truyền hình Trung Quốc – Kim Ưng.
- Tháng 1/2002, đảm nhiệm vai trò MC khách mời ở chương trình mừng xuân đặc biệt "Trung tâm giải trí châu Á" của đài Đông Phong.
- Tháng 2/2002, chủ trì đêm hội mừng xuân của đài Hồ Nam.
- Tháng 3/2002, chủ trì lễ trao giải Lễ trao giải Phong Vân Bảng lần thứ hai.
- Tháng 9/2002, chủ trì Đêm hội văn nghệ du lịch quốc tế Hồ Nam Trung Quốc.
- Tháng 11/2002, chủ trì chương trình ẩm thực "Thiên hạ thực thần" của đài Đông Phong và chương trình truyền hình giải trí kiểu mới "Thế lực giải trí mới" của đài Phượng Hoàng.
- Tháng 12/2002, chủ trì Cuộc thi Tân Tú Truyền hình và nghệ thuật Trung Quốc - Kim Ưng lần thứ 3.
- Tháng 2/2003, chủ trì đêm hội mừng xuân đài Hồ Nam.
- Tháng 3/2003, chủ trì chương trình tin tức phát sóng toàn quốc "Điều lạ hôm nay" Lễ trao giải Phong Vân Bảng lần thứ 3.
- Tháng 5/2003, chủ trì chương trình đặc biệt chống lại SARS của đài Hồ Nam.
- Tháng 9/2003, chủ trì trì Cuộc thi Tân Tú Truyền hình Nghệ thuật Trung Quốc – Kim Ưng lần thứ 4.
- Tháng 10/2003, chủ trì chương trình giải trí "Thiên đường trời sao".
- Tháng 11/2003, chủ trì lễ khai mạc Hòa Bình Văn Hóa Chỉ Giang Trung Quốc lần đầu tiên.
- Tháng 12/2003, chủ trì chương trình "Baby's kitchen" của đài Trung ương hợp tác với Disney.
- Tháng 1/2004, chủ trì đêm hội mừng xuân của đài Hồ Nam.
- Tháng 2/2004, chủ trì chung kết người dẫn chương trình giải trí toàn quốc.
- Tháng 3/2004, chủ trì Đêm hội phụ nữ quốc tế.
- Tháng 4/2004, chủ trì Lễ trao giải Phong Vân Bảng lần thứ 4 và chương trình âm nhạc "Học viện minh tinh" của đài Hồ Nam.
- Tháng 5/2004, chủ trì talkshow "Câu chuyện phía sau" của đài Hồ Nam.
- Tháng 7/2004, ra mắt ca khúc đơn cá nhân "Hoa dành dành nở".
- Tháng 9/2004, Cuộc thi Tân Tú Truyền hình Nghệ thuật Trung Quốc – Kim Ưng và lễ bế mạc LH Truyền hình và nghệ thuật Trung Quốc – Kim Ưng.
- Tháng 1/2005, chủ trì đêm hội mừng xuân đài Hồ Nam.
- Tháng 4/2005, Lễ trao giải Phong Vân Bảng lần thứ 5.
- Tháng 12/2005, chủ trì buổi ra mắt phim "Đồng hành vạn dặm" của đạo diễn Trương Nghệ Mưu.
- Tháng 1/2006, chủ trì chương trình giải trí "Siêu vui vẻ lúc 8h".
- Tháng 5/2006, chủ trì Lễ trao giải Phong Vân Bảng lần thứ 6.
- Tháng 10/2006, chủ trì lễ bế mạc của Đêm trao giải Nghệ thuật Kim Ưng lần thứ 6.
- Tháng 12/2006, chủ trì chương trình "Điểm danh âm nhạc buổi tối" của đài phát thanh nhân dân Trung Quốc Music Radio.
- Năm 2007, chủ trì chương trình "Khoái lạc nam thanh" mùa đầu tiên.
- Tháng 1/2007, chủ trì chương trình "Thanh danh đại chấn" của đài Hồ Nam.
- Tháng 3/2007, chủ trì chương trình giải trí "Dũng cảm tiến lên" của đài Hồ Nam và chương trình "Động cảm chức trường tân ngẫu tượng" của đài Hoa Ngu.
- Tháng 8/2007, chủ trì chương trình thi nhảy "Vũ động kì tích".
- Tháng 1/2008, chủ trì chương trình giải trí "Vui vẻ 2008" của đài Hồ Nam.
- Tháng 8/2008, chủ trì chương trình "Ngày ngày tiến lên" của đài Hồ Nam (3 tập đầu, tuyên truyền cho chương trình) và lễ bế mạc LH Truyền hình Nghệ thuật Trung Quốc – Kim Ưng lần thứ 7.
- Ngày 31/12/2008, chủ trì đêm biểu diễn mừng năm mới của điện thoại Oppo tại Thâm Quyến.
- Ngày 19/1/2009, chủ trì gala mừng xuân đài Hồ Nam.
- Ngày 9/2/2009, chủ trì nhạc hội Nguyên Tiêu đài Hồ Nam.
- Ngày 22/2/2009, chủ trì "Tiêu điểm giải trí Baidu".
- Ngày 23/2/2009, chủ trì lễ công bố kế hoạch hỗ trợ hoạt hình quốc gia và lễ trao giải cuộc thi hoạt hình trên điện thoại lần thứ 3.
- Ngày 21/5/2009, chủ trì chương trình bình luận hoàn toàn mới của đài Hồ Nam "0 giờ phong vân·Liên minh bình luận".
- Ngày 26/6/2009, chủ trì chương trình "Khoái lạc nữ thanh" của đài Hồ Nam (cùng Uông Hàm).
- Tháng 8/2009, chủ trì Ngày hội văn hóa ô tô "Nhảy múa cùng xe" ở Thượng Hải (cùng vũ công Dương Dương).
- Tháng 11/2009, chủ trì phần "Chuyến du lịch thử thách ở Nhật Bản" của chương trình "Dũng cảm tiến lên" của đài Hồ Nam (cùng Duy Gia, Trịnh Sảng, Hàn Canh, Ngụy Thần, Du Hạo Minh, Đường Vũ Triết,..).
- Ngày 24/12/2009, chủ trì chương trình "Chúng ta hẹn hò đi" của đài Hồ Nam.
- Ngày 31/12/2009, chủ trì đêm hội mừng năm mới Oppo like Thâm Quyến của đài Hồ Nam.
- Ngày 1/1/2010, chủ trì "Ngày hội fan quả xoài vàng" của đài Hồ Nam.
- Ngày 10/1/2010, chủ trì Tinh quang đại điển 2009 của Đằng Tấn.
- Ngày 24/1/2010, chủ trì chương trình giải trí đầu tiên chiếu lúc 0h của đài Hồ Nam Tôi là đại mỹ nhân.
- Ngày 7/2/2010, chủ trì gala mừng xuân đài Hồ Nam.
- Ngày 28/2/2010, chủ trì Nhạc hội Nguyên tiêu đài Hồ Nam.
- Ngày 4/5/2010, chủ trì Lễ trưởng thành 2010 đài Hồ Nam.

- Ngày 16/5/2010, chủ trì đêm hội biểu diễn "Thiên Dực Khoan Đới, Vương Giả Giáng Lâm" trạm Quảng Châu.

- Ngày 26/5/2010, chủ trì đêm hội khai bá bản hoàn toàn mới của đài Thanh Hải.
- Ngày 31/5/2010, chủ trì Lễ quốc tế thiếu nhi hàng năm "Có hẹn với tương lai" 2010.
- Từ tháng 5 đến tháng 7 năm 2010, chủ trì chương trình "Tôi muốn đóng phim" của đài Hồ Nam.
- Tháng 7/2010, chủ trì Ngày hội thông tin quốc tế Thành Đô lần thứ 4.
- Tháng 7 đến tháng 9 năm 2010, chủ trì "Trận chung kết khoái lạc nam thanh 2010".
- Ngày 21/9/2010, chủ trì LH Truyền hình Nghệ thuật Trung Quốc – Kim Ưng lần thứ 8 và đêm trao giải truyền hình Trung Quốc – Kim Ưng lần thứ 25.
- Ngày 4/5/2011, chủ trì lễ trưởng thành 2011 của đài Hồ Nam.
- Từ tháng 5 tới tháng 7 năm 2011, chủ trì "Vũ động kì tích mùa 3".
- Ngày 28/5/2011, chủ trì Đêm hội 1/6 của đài Hồ Nam.
- Ngày 28/6/2011, chủ trì đêm hội 1/7 của đài Hồ Nam.
- Từ tháng 7 tới tháng 9 năm 2011, chủ trì Khoái lạc nữ thanh 2011.
- Ngày 13/8/2011, chủ trì nhạc hội Mị cô quần tinh.
- Ngày 8/1/2012, chủ trì nhạc hội "6 gian phòng Bắc Kinh".
- Trong năm 2012 từng tham gia chương trình "Niên đại hoàng kim".
- Từ tháng 3 tới tháng 6 năm 2012, chủ trì "Thiên thanh nhất đội" đài Hồ Nam.
- Ngày 4/5/2012, chủ trì lễ trưởng thành 2012 đài Hồ Nam.
- Tháng 7/2012, chủ trì "Bách biến đại ca tú".
- Tháng 9/2012, đêm trao giải Kim Ưng lần thứ 9.
- Ngày 9/2/2013, chủ trì 4 tập "Dàn hợp xướng ước mơ" của CCTV 1 với Tạ Na và Táp Bối Ninh.
- Ngày 12/4/2013, chủ trì trận chung kết "Tôi là ca sĩ" của đài Hồ Nam.
- Ngày 4/5/2013, chủ trì Lễ trưởng thành 2013 của đài Hồ Nam.
- Từ tháng 6 đến tháng 9 năm 2013, chủ trì "Khoái lạc nam thanh".
- Ngày 21/7/2014, tham gia chương trình "Thiếu niên Trung Quốc cường" của đài CCTV cùng Lưu Thuần Yến.
- 10/7/2015, chiếu phim phim điện ảnh thanh xuân vườn trường "Dành dành nở hoa" do Hà Cảnh lần đầu tiên đảm nhận ví trí đạo diễn.
- Ngày 20/8/2015, làm diễn viên khách mời trong phim điện ảnh tình cảm hài hước "Tân nương đại tác chiến".
- Tháng 12/2015, Hà Cảnh chủ trì chương trình ẩm thực "Go Fridge" cùng Vương Gia Nhĩ.
- Ngày 9/3/2016, phát sóng chương trình "Fresh Sunday" của đài Hồ Nam.
- Ngày 27/3/2016, phát sóng chương trình suy luận "Minh tinh đại trinh thám" mùa thứ nhất của Mango tv.
- Ngày 3/4/2016, phát sóng chương trình thể thao giải trí "Đến đây nào quán quân".
- Ngày 14/9/2016, đóng phim "Đại thoại tây du 3".
- Ngày 17/10/2016, là khách mời trong hài kịch "Mật thám vui vẻ".
- Ngày 13/1/2017, phát sóng chương trình suy luận "Minh tinh đại trinh thám" mùa 2 của Mango tv rồi tham gia chương trình thực tế "Hướng về cuộc sống".
- Ngày 31/3/2017, phát sóng chương trình "Thuyết Kì Ba" mùa 4.
- Ngày 7/5/2017, phát sóng chương trình "Đến đây nào quán quân mùa 2".
- Tháng 6/2017, tham gia chương trình "Thần tượng vượt thủy nguyên".
- Ngày 27/8/2017, chủ trì chương trình gia phong "Nhi hành thiên lý".
- Ngày 22/9/2017, tiếp tục chủ trì "Minh tinh đại trinh thám" mùa 3.
- Tháng 1/2018, tham gia chương trình "Bảo tàng quốc gia" của CCTV 3.
- Tháng 3/2018, làm khách mời tham gia "Tôi là đại trinh thám".
- Tháng 7/2018, làm tổng đạo diễn trường quay của "Minh nhật chi tử", chủ trì 2 tập "Đồng Ngôn Hữu Kế" và "Huyễn nhạc chi thành".
- Ngày 17/8/2018, chủ trì Đêm hội thanh xuân đài Mango.
- Tháng 9/2018, tham gia chương trình "Tiết học đầu tiên" của CCTV 1 (cùng Táp Bối Ninh) và chương trình "Lipstick Prince" (cùng Mike, Phí Khải Minh, Tần Phấn, Đới Cảnh Diệu).
- Ngày 12/10/2018, chủ trì Lễ trao giải Kim Ưng cùng Tần Hải Lộ.
- Ngày 26/10/2018, phát sóng chương trình minh tinh suy luận "Minh Tinh Đại Trinh Thám" mùa 4 của Mango TV.
- Ngày 31/12/2018, chủ trì đêm hội Mừng năm mới của đài Hồ Nam.
- Ngày 26/1/2019, phát sóng tập làm khách mời của chương trình "Khuê nữ nhà tôi".
- Ngày 29/1/2019, chủ trì đêm hội Tết Ông Công, Ông Táo đài Hồ Nam.
- Ngày 19/2/2019, chủ trì nhạc hội Tết Nguyên Tiêu đài Hồ Nam.
- Ngày 6/4/2019, chủ trì đêm chung kết "Thanh xuân có bạn".
- Ngày 10/4/2019, phát sóng chương trình "Go Fridge" mùa 5.
- Ngày 12/4/2019, chủ trì đêm chung kết "Ca sĩ".
- Ngày 26/4/2019, phát sóng chương trình "Hướng về cuộc sống" mùa 3.
- Ngày 2/5/2019, chủ trì đêm hội Văn nghệ Ngũ Tứ đài hồ Nam.
- Ngày 5/6/2019, phát sóng tập làm diễn viên khách mời của phim "Bí mật tương lai".
- Ngày 10/6/2019, phát sóng chương trình "Chữ Hán thần kỳ".
- Ngày 23/6/2019, phát sóng tập làm khách mời của chương trình "Phụ nữ 30+".
- Ngày 27/7/2019, chủ trì đêm hội Thanh Xuân của Mango TV.
- Ngày 6/9/2019, tham gia lễ kỉ niệm 10 năm của tạp chí GQ.
- Ngày 12/9/2019, tham gia đêm hội Trung Thu đìa Hồ Nam.
- Ngày 5/10/2019, phát sóng chương trình "Phong ba vũ đạo".
- Ngày 11/10/2019, phát sóng tập làm khách mời của chương trình "Đàn ông làm việc nhà"
- Ngày 29/10/2019, phát sóng chương trình "Lipstick Prince".
- Ngày 30/10/2019, phát sóng chương trình "Tín hiệu động tâm".
- Ngày 8/11/2019, phát sóng chương trình "Minh tinh đại trinh thám" mùa 5.
- Ngày 31/12/2019, chủ trì đêm hội Mừng năm mới của đài Hồ Nam.
- Ngày 7/2/2020, phát sóng chương trình "Này! Bạn đang làm gì đấy".
- Ngày 8/2/2020, chủ trì đêm hội Nguyên Tiêu đài Hồ Nam.
- Ngày 27/2/2020, phát sóng chương trình "Bạn ơi hãy lắng nghe".
- Ngày 28/4/2020, phát sóng chương trình "Go Fridge" mùa 6.
- Ngày 8/5/2020, phát sóng chương trình "Hướng về cuộc sống" mùa 4.
- Ngày 18/5/2020, phát sóng chương trình "Chữ Hán thần kỳ" mùa 2.

## Những thành tích đạt được
- Năm 2004, nhận được giải MC xuất sắc nhất của giải Kim Ưng lần thứ 22.
- Năm 2004, nhận được giải nghệ sĩ mới xuất sắc của năm của TVB.
- Năm 2005, nhận được giải nghệ sĩ nội địa xuất sắc nhất của Tuyết Bích Bảng.
- Năm 2005, ca khúc "Dành dành nở hoa" nhận được giải "Mười ca khúc vàng" của Phong Vân Bảng phương Đông lần thứ 12.
- Năm 2005, nhận được giải nam ca sĩ được hoan nghênh nhất của Bảng xếp hạng Music Radio Trung Quốc.
- Năm 2005, nhận được giải được đề cử từ phương tiện truyền thông của Tuyết Bích Bảng.
- Năm 2005, nhận được giải "Ca khúc vàng nội địa" của Tuyết Bích Bảng.
- Năm 2005, nhận được giải MC của các diễn đàn và lễ trao giải hàng năm, MC xuất sắc nhất toàn quốc 2004.
- Năm 2005, ca khúc "Dành dành nở hoa" nhận được giải "Mười ca khúc vàng" của Bách sự âm nhạc Phong Vân Bảng lần thứ 5.
- Năm 2005, ca khúc "Muốn" nhận được giải "Ca khúc vàng" của Bảng xếp hạng Music Radio Trung Quốc.
- Năm 2006, nhận được giải 10 năm cống hiến cho truyền hình Trung Quốc của Lễ 10 năm giải trí.
- Năm 2006, nhận được giải ngôi sao từ thiện thiếu nhi Trung Quốc của Kỷ niệm tròn 25 thành lập quỹ ngân sách thiếu nhi Trung Quốc và hoạt động khen ngợi công ích "Ngày Hoạt động từ thiện cho thiếu nhi Trung Quốc" lần thứ 5.
- Năm 2006, nhận được giải nam ca sĩ được hoan nghênh nhất của China Music Awards.
- Năm 2006, ca khúc "Khán xuyên" nhận được giải "Mười ca khúc vàng" của Phong Vân Bảng phương Đông lần thứ 12.
- Năm 207, nhận được giải MC được khán giả yêu thích nhất của "Thu thị ấn tượng 2007" Bắc Kinh.
- Năm 2007, nhận được giải Album nội địa xuất sắc nhất của Tuyết Bích Bảng.
- Năm 2007, nhận được giải "Nghệ sĩ toàn năng" của Phong Vân Bảng phương Đông lần thứ 14.
- Năm 2007, nhận được giải "VJ xuất sắc nhất" của Chinese pop music overall list.
- Năm 2007, nhận được giải "Nam ca sĩ được hoan nghênh nhất" của Chinese pop music overall list.
- Năm 2007, nhận được giải MC có cá tính nhất của MC Hoa ngữ.
- Năm 2007, ca khúc "Yêu, tự do" nhận được giải "Mười ca khúc vàng" của Chinese pop music overall list.
- Năm 2007, ca khúc "Yêu, tự do" nhận được giải "Ca khúc vàng" của Phong Vân Bảng phương Đông lần thứ 14.
- Năm 2009, nhận được giải MC chương trình giải trí xuất sắc nhất của ngày hội truyền hình châu Á 2009.
- Tháng 2/2010, nhận được giải MC xuất sắc và có tài năng nhất của đài Hồ Nam.
- Tháng 2/2010, nhận được giải MC được hoan nghênh nhất của đài Hồ Nam.
- Tháng 3/2010, nhận được giải MC giải trí xuất sắc nhất của "Tuần san mới".
- Tháng 6/2010, đứng đầu trong bảng xếp hạng 10 MC truyền hình có lực ảnh hưởng trên mạng nhất.
- Tháng 9/2010, nhận được giải MC xuất sắc của lễ trao giải Kim Ưng lần thứ 25.
- Tháng 11/2010, được đề cử trong danh sách MC nam được hoan nghênh nhất của đài sinh viên Trung Quốc.
- Năm 2014, nhận được giải Nam MC chương trình truyền được sinh viên hoan nghênh nhất của đài sinh viên Trung Quốc.
- Ngày 10/12/2016, nhận được giải MC nam được hoan nghênh nhất của Đằng Tấn.
- Ngày 12/7/2017, được Guinness công nhận là nghệ sĩ nam có nhiều lượt theo dõi nhất weibo.
- Năm 2019, đứng thứ 45 trong Bảng danh nhân Trung Quốc do Forbes bình chọn.

## Ca khúc đơn
| Năm  | Ca khúc                 | Ca sĩ khác     | Chi tiết                                             |
| ---- | ----------------------- | -------------- | ---------------------------------------------------- |
| 2012 | Lời Hứa Tay Nắm Tay     |                | Ca khúc chủ đề của phim "Thu phục nhạc phụ đại nhân" |
| 2012 | Phải sống tốt hơn anh   | Đặng Lệ Hân    |                                                      |
| 2012 | Chúng ta của hôm nay    |                | Ca khú chủ đề của phim "Hôm nay - ngày mai"          |
|      | We can                  |                | Ca khúc chủ đề "Chúng ta hẹn hò đi”                  |
|      | Chúng ta hẹn hò đi      | Hoàng Vận Linh |                                                      |
|      | Bông tuyết              |                | Ending song phim "Ly ái"                             |
|      | Ly ái                   |                | Ca khúc chủ đề phim "Ly ái"                          |
|      | Chúng ta hẹn hò đi      |                | Ca khúc chủ đề chương trình "Chúng ta hẹn hò đi      |
|      | Chạy nhanh vui vẻ       | Gia tộc vui vẻ | Ca khúc chủ đề phim hoạt hình "Chạy nhanh vui vẻ"    |
|      | Hộ tống                 | Uông Hàm       |                                                      |
|      | Đồng hành cùng tình yêu | Tưởng Phàm     |                                                      |

## Ca khúc nổi tiếng
| Năm  | Tên                     |
| ---- | ----------------------- |
| 2004 | Dành dành nở hoa        |
| 2005 | Khán xuyên              |
| 2004 | Có thể yêu không        |
| 2012 | Phải sống tốt hơn anh   |
| 2012 | Lời hứa tay nắm tay     |
| 2006 | Ai ai ai                |
| 2006 | Yêu, tự do              |
| 2006 | Bản thân                |
| 2004 | Vẫn còn anh             |
| 2009 | Lí tưởng khi ấy         |
| 2005 | Dương                   |
| 2006 | Nói chuyện với cái bóng |

## Album
| Năm  | Album                                    |
| ---- | ---------------------------------------- |
| 2004 | Có thể yêu                               |
| 2005 | Ngao du                                  |
| 2006 | Bản thân                                 |
| 2010 | Vui vẻ bạn hiểu mà (cùng Gia tộc vui vẻ) |
| 2010 | Vui vẻ bạn hiểu mà                       |
| 2010 | Năm tháng tươi đẹp                       |

## Các tác phẩm đã xuất bản
| Năm     | Tên sách                                       | Chi tiết               |
| ------- | ---------------------------------------------- | ---------------------- |
| 9/1998  | Tâm hồn Cảnh Cảnh - Tôi đã lớn lên như thế đấy |                        |
| 1999    | Tạp chí Bách Khoa học sinh trung học           | Chuyên mục của tạp chí |
| 10/2000 | Vui vẻ ra sao                                  |                        |
| 10/2001 | Vừa đủ                                         | Một bộ 2 quyển         |
| 4/2005  | Hạnh phúc tuyệt vời nhất                       |                        |
| 7/2015  | Vẫn còn kịp                                    |                        |

## Phim truyền hình từng tham gia
| Năm  | Phim                     |
| ---- | ------------------------ |
| 2001 | Vĩnh viễn không quay đầu |
| 2004 | Chính đức diễn nghĩa     |
| 2006 | Đừng yêu tôi             |
| 2007 | Không nên để phụ nữ khóc |
| 2008 | Sửu nữ vô địch           |
| 2009 | Mỹ nữ bất hoại           |
| 2010 | Rung động nhè nhẹ        |
| 2012 | Đồng thoại 1/2           |
| 2014 | Nhà trọ tình yêu 4       |
| 2016 | Quán ăn đêm              |
| 2016 | Mật thám vui vẻ          |
| 2016 | Tình yêu xuyên thời gian |
| 2019 | Bí mật tương lai         |
| 2024 | Khó dỗ dành              |

## Phim điện ảnh từng tham gia
| Năm  | Phim điện ảnh                  |
| ---- | ------------------------------ |
| 2004 | Nhật kí con gái                |
| 2009 | Happy Running                  |
| 2009 | Tề Thiên Đại Thánh tiền truyện |
| 2009 | Mars Baby                      |
| 2009 | Đại hiệp gấu trúc              |
| 2010 | Hi du kí 2                     |
| 2010 | Cô nàng ngổ ngáo 2             |
| 2011 | Tổng động viên gấu trúc        |
| 2011 | Bull Brothers                  |
| 2011 | Thiên thần tốc độ              |
| 2012 | Đại náo thiên cung 3D          |
| 2012 | Sư tử Hà Đông 2                |
| 2013 | Vui vẻ đến nhà                 |
| 2014 | The True Love                  |
| 2014 | Cô vợ giả hoàn mỹ 168          |
| 2015 | Tân nương đại tác chiến        |
| 2016 | Đại thoại tây du 3             |
| 2018 | Taste of crime                 |

## Tác phẩm làm đạo diễn
| Năm       | Phim             | Loại hình             |
| --------- | ---------------- | --------------------- |
| 7/10/2015 | Dành dành nở hoa | Phim điện ảnh         |
| 10/4/2019 | Go Fridge mùa 4  | Chương trình giải trí |
| 28/4/2020 | Go Fridge mùa 5  | Chương trình giải trí |

## Tác phẩm làm giám chế
| Năm  | Tên tác phẩm               | Loại hình          |
| ---- | -------------------------- | ------------------ |
| 2015 | Dành dành nở hoa Neverland | Nhạc kịch sân khấu |

## Tác phẩm lồng tiếng
| Năm             | Tên tác phẩm                                                 | Vai diễn (Lồng tiếng)         |
| --------------- | ------------------------------------------------------------ | ----------------------------- |
| Năm 1996 - 1998 | Hài kịch vườn trường (chương trình thiếu nhi đài Trung ương) | Hà Đại Tráng (vai diễn)       |
| Tháng 12/2003   | 7 điều ước (Kịch nói)                                        | Diễn chính                    |
| 2005            | Madagascar                                                   | Mã Đế (lồng tiếng)            |
|                 | March of the Penguins                                        | Chim cánh cụt bố (Lồng tiếng) |
| 2007            | Chuột đầu bếp                                                | Gạo                           |
|                 | Thầm mến chốn đào hoa (Kịch nói)                             | Ông chủ Viên                  |
| 2008            | Madagascar 2                                                 | Mã Đế (lồng tiếng)            |
| 2009            | Happy Running                                                | Diệu Phúc (lồng tiếng)        |
|                 | Tề Thiên Đại Thánh tiền truyện                               | Tôn Ngộ Không (lồng tiếng)    |
|                 | Hồng miêu lam thố và phượng hoàng lửa                        | Đa Đầu (lồng tiếng)           |
| 2010            | Tổng động viên gấu trúc                                      | Gấu trúc Phan Địch            |
| 2016            | Đẳng cấp thú cưng                                            | Mike (lồng tiếng tiếng Trung) |

## Hoạt động xã hội
Tháng 7 năm 2015, trở thành Phó Chủ nhiệm Ủy ban chấp hành ngành Dẫn chương trình của Hiệp Hội nghệ thuật truyền hình Trung Quốc.
Tháng 1 năm 2016, trở thành giám chương trình chế đài Hồ Nam.
Ngày 23/4/2017, trở thành Đại sứ hình tượng đọc sách.